# L'Échiquier du mal
L'Échiquier du mal (titre original : Carrion Comfort) est un roman fantastique de l'auteur américain Dan Simmons paru en 1989.
Le roman évoque Saul Laski, un Juif rescapé du camp d'extermination de Chełmno en 1942 pendant la Seconde Guerre mondiale. Pendant près de quarante ans, il traque sans relâche son tortionnaire nazi de l'époque, l'Oberst, disparu sans laisser de traces après la guerre. Puis, au mois de décembre 1980, une série de meurtres inexpliqués à Charleston en Caroline du Sud remet Saul sur la piste de son ancien bourreau.

## Présentation de l'œuvre
L'Échiquier du mal de Dan Simmons est paru aux États-Unis en 1989 et en France en 1992. Composé d'un prologue, de trois livres divisés en 78 chapitres et d'un épilogue, ce roman fantastique fait des emprunts nombreux aux thrillers, aux romans d'horreur, d'espionnage et d'action. Dan Simmons fait d'ailleurs du personnage dénommé Bob Joe Gentry un amateur de polars (avec John D. MacDonald, Robert Parker, Donald Westlake), de thrillers (avec Robert Ludlum, Trevanian, John le Carré, Len Deighton) et de romans d'épouvante (avec Stephen King, Steve Rasnic Tem), donnant ainsi au lecteur la clé de ses propres sources d'inspiration. À ce propos, L'Échiquier du mal a fait dire à Stephen King que Dan Simmons était son concurrent littéraire le plus sérieux.
Dan Simmons n'a pas négligé les aspects historiques de son récit, en rendant de manière très réaliste et bien documentée la vie dans les camps d'extermination ainsi que l'idéologie et les exactions du régime nazi pendant la Seconde Guerre mondiale. 
Dan Simmons a présenté lui-même certains aspects de la thématique de L'Échiquier du mal dans la revue Ténèbres, no 1, janvier 1998.

## Gerard Manley Hopkins
Le titre original du roman de Dan Simmons, Carrion Comfort, est le titre d'un poème écrit vers 1885 par le poète britannique et prêtre jésuite Gerard Manley Hopkins. Ce poème, dont le titre signifie « putride réconfort », décrit les efforts acharnés du poète pour résister au « gouffre de désespoir profond et sans avenir » qui s'ouvre à lui. 
Le roman s'ouvre sur les trois premiers vers de Carrion Comfort. Le second livre de l'Échiquier du mal met en exergue une autre citation de Gerard Manley Hopkins tirée d'un poème sans titre : I wake and feel the fell of dark, not day. Enfin, le troisième et dernier livre du roman débute par une ultime citation du poète britannique, tirée du poème No worst, there is none. Pitched past pitch of grief.
Le titre et les différentes citations de Gerard Manley Hopkins placent d'emblée l'œuvre de Dan Simmons sous le signe de la douleur, de la souffrance, de l'acharnement à survivre et pointent vers les potentialités infinies de l'esprit qui sont, dans le bien ou dans le mal, au cœur du roman.

## Résumé
En 1942, alors qu'il est prisonnier du camp d'extermination de Chelmno, Saul Laski, un juif polonais déporté, est emmené par le colonel SS Wilhelm von Borchert dans un château perdu en pleine forêt. Là, il participe comme « pion » à une partie d'échecs entre le colonel et un vieil officier SS. Toutes les pièces de l'échiquier géant sont comme lui des prisonniers sortis des camps. Saul fait alors l'expérience traumatisante du « Talent », ce pouvoir psychique qui permet aux deux officiers SS de s'insinuer dans l'esprit des prisonniers pour les faire se déplacer sur l'échiquier ou se tuer lorsqu'ils sont pris par l'adversaire. Après la guerre, devenu psychiatre, Saul Laski s'efforce de retrouver la trace de son ancien tortionnaire, le colonel Wilhelm von Borchert, qu'il appelle l'Oberst. 
Au mois de décembre 1980, à Charleston en Caroline du Sud, trois vieux amis, Nina Drayton, William Borden et Melanie Fuller, se rencontrent pour évoquer leur jeunesse viennoise et surtout pour compter leurs points. En effet, chacun est doué du « Talent » et montre aux deux autres ses derniers meurtres en date, à grand renfort de coupures de presse, de clichés et de cassettes vidéo. À l'issue de leur rencontre, Melanie Fuller se fait agresser en pleine rue par son majordome, manipulé psychiquement par Nina Drayton. Elle se défend en utilisant elle-même plusieurs passants et voisins innocents et réussit finalement à s'échapper après avoir retrouvé et assassiné son amie Nina.
Intrigué par la série de meurtres inexpliqués de Charleston, Saul Laski mène sa propre enquête, bientôt aidé par Natalie Preston, la fille d'une des victimes de Melanie Fuller, et par le shérif du Comté, Bobby Joe Gentry. Au même moment, les membres de l'Island Club, dirigés par C. Arnold Barent, également hommes de « Talent » concurrents des trois amis de Charleston, utilisent tous les moyens techniques à leur disposition pour retrouver Melanie Fuller qu'ils ont décidé d'éliminer. Une série d'indices mène les deux groupes à Germantown, une proche banlieue de Philadelphie. Tandis que Natalie Preston réussit à convaincre les bandes de jeunes noirs de Germantown de les aider, l'Island Club se sert des ressources logistiques du FBI pour retrouver Melanie Fuller. Lors de l'assaut de la maison où se cache cette dernière, les deux groupes mettent tout un quartier de Germantown à feu et à sang, le shérif Gentry meurt égorgé, Charles C. Colben, homme de main de C. Arnold Barent, décède dans le crash de son hélicoptère, mais la vieille dame réussit une nouvelle fois à s'échapper. Saul Laski, qui a été contacté par son ancien tortionnaire nazi Wilhelm von Borchert et par C. Arnold Barent, comprend alors que les deux hommes jouent une partie d'échecs grandeur nature dont le plateau de jeu n'est rien moins que le territoire des États-Unis.
Après le drame de Germantown, Natalie Preston et Saul Laski se réfugient à Césarée en Israël. Ils étudient les dossiers sur Wilhelm von Borchert envoyés par Simon Wiesenthal. Ils se rendent ensuite à Tijuana au Mexique pour rentrer incognito aux États-Unis, où ils sont attendus par un agent du Mossad qui leur fournit du matériel d'espionnage. Après avoir réussi à capturer Anthony Harod, un producteur de cinéma sans scrupules utilisé à la fois par Wilhelm von Borchert et par C. Arnold Barent, Saul Laski et Natalie Preston le soumettent à un sérum de vérité et apprennent que l'ex-officier nazi et l'homme d'affaires américain doivent se rencontrer lors du camp d'été de l'Island Club sur Dolmann Island, au large des côtes de la Caroline du Sud, pour une chasse à l'homme et une partie d'échecs très spéciale. Bientôt repérés par Richard Haines, ils s'enfuient après avoir détruit les preuves de leur passage.
Après avoir échappé à l'agent Richard Haines, Natalie et Saul mettent à exécution leur plan : Natalie part pour Charleston afin d'entrer en contact avec la vieille Melanie Fuller qui commence à perdre la raison et Saul Laski réussit à se faire enrôler parmi les victimes qui seront amenées sur Dolmann Island pour participer à une chasse à l'homme. Après avoir survécu à la chasse à l'homme, Saul Laski réussit à pénétrer dans la demeure de C. Arnold Barent, mais se retrouve bientôt prisonnier. Il doit une nouvelle fois participer comme « pion » à une partie d'échecs grandeur nature dont l'enjeu est terrible : si Wilhelm von Borchert met C. Arnold Barent en échec, le Jeu se poursuit, mais cette fois à l'échelle planétaire avec des nations comme pions. Dans l'explosion du bâtiment et dans la confusion générale qui s'ensuit, Saul réussit à sauter à la gorge du général von Borchert et à le tuer. Le vieux vampire psychique n'a pas le temps d'accéder à son esprit pour l'en empêcher, car Saul avait patiemment mémorisé la vie de centaines de Juifs déportés, créant ainsi un mur psychique de protection dans son esprit. Tous les membres de l'Island Club périssent, seule Melanie Fuller parvient une nouvelle fois à s'échapper.

### Personnages principaux
Les personnages principaux sont classés par ordre alphabétique :
- C. Arnold Barent, homme de Talent, président du « Island Club ». Son Talent lui permet de manipuler aussi bien des Neutres que d'autres personnes douées de Talents ;
- William Borden, alias Wilhelm von Borchert, homme de Talent, homosexuel, ancien colonel nazi pendant la seconde guerre mondiale, réfugié aux États-Unis comme producteur de films de série B, et accessoirement de films pornographiques amateur ;
- Melanie Fuller, femme de Talent dont la particularité est de pouvoir manipuler des esprits à très longue distance après en avoir pris le contrôle, une femme sans scrupule n'hésitant pas à utiliser des enfants pour assouvir ses besoins;
- Bobby Joe Gentry, shérif qui enquête sur les meurtres de Charleston, amateur de polars et de romans fantastiques ;
- Tony Harod, homme de Talent, réalisateur sans scrupules de films de série B et de "Teen movies", associé de William Borden. Son Talent ne s'applique cependant qu'aux femmes ;
- Saul Laski, psychiatre de Nina Drayton, auteur d'un livre intitulé « Pathologie de la violence », le Pion de Borchert pendant la grande partie d'échecs ;
- Natalie Preston, jeune étudiante afro-américaine qui recherche le meurtrier de son père ;

### Personnages secondaires
Les personnages secondaires sont classés par ordre alphabétique :
- Anne Bishop, vieille dame manipulée par Melanie Fuller ;
- Shayla Berrington, jeune mormonne, mannequin et actrice ;
- Maria Chen, Neutre, assistante et secrétaire de Tony Harod ;
- Jack Cohen, membre du Mossad basé aux États-Unis, supérieur de Aaron Eshkol ;
- Charles C. Colben homme de Talent, agent spécial du FBI ;
- Nina Drayton, née Hawkins, femme de Talent, amie de Willi Borden et de Melanie ;
- Aaron Eshkol, neveu de Saul Laski, agent du Mossad aux États-Unis ;
- Marvin Gayle, chef de bande afro-américain de Germantown ;
- Richard Haines, Neutre, agent spécial du FBI ;
- Docteur Hartmann, médecin manipulé par Melanie Fuller ;
- Joseph Philip Kepler, homme de Talent, ex-numéro 3 de la CIA, consultant médiatique ;
- Barrett Kramer, assistante de Nina Drayton ;
- Jensen Luhar, homme de main de William Borden ;
- Daryl Meeks, pilote d'avion, vétéran de la guerre du Viêt Nam, révolutionnaire dans l'âme ;
- Vincent Pierce, jeune vagabond manipulé par Melanie Fuller ;
- Tom Reynolds, homme de main de William Borden ;
- James Wayne Sutter, homme de Talent, homosexuel, révérend ;
- M. Thorne, majordome de Melanie Fuller ;
- Nieman Trask, homme de Talent, homme de main de Barent, conseiller politique du sénateur Kellog ;
- Justin Warden, petit garçon manipulé par Melanie Fuller ;

## Commentaires

### Le Talent
Le « Talent » permet aux personnages du roman qui en sont dotés de s'insinuer dans l'esprit d'une personne, de la contrôler, de la conditionner et de la manipuler. Le talent donne alors un pouvoir absolu sur autrui. Les personnages du roman associent occasionnellement leur Talent aux recherches de Franz Anton Mesmer sur le magnétisme. Les « Neutres » sont des personnes insensibles aux attaques psychiques. Si les personnages dotés du « Talent » sont comparés à des « vampires psychiques » - ce qui les range d'emblée dans un genre traditionnel de la littérature fantastique -, leurs victimes en revanche ressemblent plutôt à des « morts-vivants », avec leur encéphalogramme plat et leur insensibilité totale aux blessures et autres amputations diverses par blocage psychique de la douleur.
Dans le roman, le docteur Saul Laski localise l'origine du Talent dans le bulbe rachidien. Le pouvoir psychique ne serait donc pas une mutation génétique ou une forme de l'évolution de l'espèce, mais plutôt un archaïsme psychique de prédateur, antérieur à l'homo sapiens. Dans le roman, la thèse de la régression développée par Saul Laski s'oppose frontalement à l'approche du colonel nazi Wilhelm von Borchert pour qui le « Talent » est la preuve tangible de l'existence d'une race supérieure, thèse défendue à son époque par l'Allemagne nazie.
D'un point de vue moral, Dan Simmons évoque au cours du roman les travaux du chercheur américain Lawrence Kohlberg pour expliquer que les personnages dotés du « Talent » se situent au niveau 0 de l'échelle morale. Ce niveau 0 définit des êtres pour qui n'existe aucune distinction entre un acte criminel et un acte ordinaire.

### Société et manipulations
Au cours de son roman, Dan Simmons explore et thématise les formes contemporaines de manipulation des êtres humains, qu'elles soient nuancées de méchanceté ordinaire, de sadisme, d'appât du gain ou de désir sexuel. L'auteur décrit par exemple la manipulation traumatisante d'enfants par des parents pervers (Anthony Harod), l'exploitation sexuelle de l'ambition des acteurs de cinéma (Shayla Berrington), la manipulation et l'humiliation sadiques d'êtres physiquement et psychiquement diminués en temps de guerre (Saul Laski manipulé par l'officier nazi Wilhelm von Borchert), l'exploitation médiatique et financière de la foi et de la naïveté des croyants (James Sutter), la manipulation des milieux politiques à des fins personnelles (C. Arnold Barent), etc.

### Échecs et littérature
Les échecs structurent l'intrigue du roman de deux manières. D'un point de vue formel, les trois livres qui composent le roman portent des titres caractéristiques des différentes phases du jeu : « Ouverture », « Milieu de partie » et « Finale ». Au niveau du récit, les échecs déterminent les modalités de l'affrontement qui oppose les membres de l'Island Club, dirigés par C. Arnold Barent, à l'ancien criminel nazi, Wilhelm von Borchert. 
L'ultime partie d'échecs du roman, jouée avec des pièces humaines, est partiellement décrite, agrémentée de deux schémas de position des pièces et de quelques mouvements en notation algébrique. À l'instar de John Brunner dans son roman La ville est un échiquier, Dan Simmons s'inspire d'une partie d'échecs célèbre pour organiser du point de vue narratif son grand duel final. Cette partie célèbre est la première du match qui opposa Bobby Fischer et Boris Spassky lors du championnat du monde d'échecs de 1972.
Non sans une pointe d'humour, Dan Simmons fait prendre au révérend Sutter le rôle du « fou » sur l'échiquier de la partie finale, le fou s'appelant « bishop » en anglais, ce qui signifie également « évêque ». Mais l'ironie de l'auteur est à son comble lorsqu'il fait gagner son personnage le plus cynique, le général nazi Wilhelm von Borchert, grâce à la célèbre « Défense Tarrasch », du nom de Siegbert Tarrasch, un joueur d'échecs juif allemand du début du XXe siècle.
Dans l'histoire de la littérature, les échecs entretiennent des liens étroits et souvent ambigus avec le psychisme. Dans Le Joueur d'échecs de Stefan Zweig, par exemple, la mémorisation de parties d'échecs notées dans un livre évite au héros de sombrer dans la folie induite par son enfermement, tandis que dans La Défense Loujine de Vladimir Nabokov, l'obsession des échecs fait basculer le psychisme du héros Loujine dans les affres de la déraison. Chez Dan Simmons, les échecs sont le moyen le plus raffiné qu'ont trouvé des personnes de « Talent » pour s'affronter tout en anéantissant le psychisme des êtres humains qui leur servent de pions.

### Portrait de l'Amérique des années 1980
Le portrait des États-Unis que brosse Dan Simmons au fil de son roman aborde tous les aspects de la société américaine : un racisme endémique dans les États du Sud (Melanie Fuller), une mentalité réactionnaire déplorant la déchéance rampante de l'Amérique (Melanie Fuller, James Sutter), des Afro-américains pour qui le meilleur signe d'intégration sociale est l'ouverture d'une boutique dans un quartier résidentiel blanc (le père de Natalie Preston), des vétérans de la guerre du Viêt Nam qui attendent avec impatience la grande révolution (Daryl Meeks), des prosélytes religieux qui utilisent les médias pour financer leurs sociétés religieuses (James Sutter), des policiers obèses à l'intelligence vive déconsidérés par les Américains de la côte Est (Bobby Joe Gentry), la guerre des gangs dans les banlieues des grandes villes entre les Noirs et les Latinos (événements de Germantown), la corruption généralisée dans les milieux politiques et les grandes administrations stratégiques américaines (Colben, Haines), l'immigration clandestine à la frontière mexicaine et les exactions policières associées, l'omniprésence de la violence et les forts taux de criminalité qui gangrènent la société américaine (analyses de Saul Laski), etc. Sans concessions pour son propre pays, Dan Simmons semble jeter un regard désabusé sur la société américaine des années 1980 qui apparaît sclérosée, divisée par de forts clivages sociaux et culturels et minée par un racisme tenace doublé de violences urbaines.

### Histoire et fiction
Dan Simmons mêle au cours du récit la fiction et l'histoire réelle. C'est ainsi que ses personnages fictifs rencontrent des personnalités historiques contemporaines de l'intrigue (1980-1981). L'auteur fait intervenir dans son récit Henry Kissinger, Ronald Reagan, Jimmy Carter, l'Ayatollah Khomeini - lui aussi doté du « Talent » -, le chancelier de l'Allemagne fédérale, Helmut Schmidt, et enfin Simon Wiesenthal, le célèbre « chasseur de criminels nazis ». 
Dan Simmons va même jusqu'à expliquer des événements historiques par des éléments de fiction directement liés à son intrigue : la mort de John Lennon aurait été mise en scène par son personnage Nina Drayton, le tueur Charles Manson aurait été manipulé par son personnage Wilhelm von Borchert et le meurtre de Lee Harvey Oswald par Jack Ruby aurait été également organisé par Wilhelm von Borchert. 
Le souhait du révérend James Sutter dans le roman - qui attend avec ardeur l'avènement d'un président « réellement chrétien » - sera exaucé une vingtaine d'années plus tard avec l'investiture de George H. W. Bush.

### Ennui et décadence de l'élite
Tous les personnages malfaisants que Dan Simmons met en scène dans son roman font partie d'une élite sociale, soit par leur origine aristocratique (Wilhelm von Borchert), soit par leur fortune personnelle (C. Arnold Barent, Anthony Harod), soit par leur position hiérarchique dans la haute administration américaine (Charles C. Colben, Nieman Trask). Ces personnages qui jouissent d'un pouvoir financier et politique exorbitant ne trouvent plus guère d'excitation que dans le meurtre, l'ultime source d'émotions fortes lorsque tous les besoins matériels ont été assouvis, l'ultime rempart face à l'ennui. C'est justement ce besoin de ressentir toujours plus d'excitations qui conduit l'officier nazi Wilhelm von Borchert à vouloir un « changement d'échelle » pour le Jeu : jouer avec des pièces qui ne seraient plus des êtres humains, mais des nations entières.

## Prix littéraires
L'Échiquier du mal de Dan Simmons a reçu diverses distinctions dans les pays anglophones :
- Prix British Fantasy du meilleur roman 1989 ;
- Prix Bram Stoker du meilleur roman 1989 ;
- Prix Locus du meilleur roman d'horreur 1990.

## Influences
L'Échiquier du mal a en partie inspiré un manga de Fuyumi Soryo intitulé Eternal Sabbath.

## Éditions
Édition brochée en un volume :
- L'Échiquier du mal, traduit de l'américain par Jean-Daniel Brèque, Denoël, coll. « Lunes d'encre » no 46, 2003  (ISBN 2-207-25441-0)
- L'Échiquier du mal, traduit de l'américain par Jean-Daniel Brèque, Pocket, coll. « Science-fiction » no 17713, 2021  (ISBN 978-2-266-29800-1)

Édition brochée en deux volumes :
- L'Échiquier du mal, tome 1, traduit de l'américain par Jean-Daniel Brèque, Denoël, coll. « Présences » no 7, 1992  (ISBN 2-207-23961-6)
- L'Échiquier du mal, tome 2, traduit de l'américain par Jean-Daniel Brèque, Denoël, coll. « Présences » no 8, 1992  (ISBN 2-207-23971-3)
- L'Échiquier du mal, coffret comportant les deux volumes, traduit de l'américain par Jean-Daniel Brèque, Denoël, coll. « Présences », 1992  (ISBN 2-207-24007-X)

Éditions de poche en deux volumes :
- L'Échiquier du mal, tome 1, traduit de l'américain par Jean-Daniel Brèque, Denoël, coll. « Présence du futur » no 607, 1999  (ISBN 2-207-24850-X)
- L'Échiquier du mal, tome 2, traduit de l'américain par Jean-Daniel Brèque, Denoël, coll. « Présence du futur » no 608, 1999  (ISBN 2-207-24851-8)
- L'Échiquier du mal, tome 1, traduit de l'américain par Jean-Daniel Brèque, Gallimard, coll. « Folio SF » no 9, 2000 (réédition en 2001, 2002 et 2007)  (ISBN 2-07-041587-2)
- L'Échiquier du mal, tome 2, traduit de l'américain par Jean-Daniel Brèque, Gallimard, coll. « Folio SF » no 10, 2000 (réédition en 2001, 2002 et 2006)  (ISBN 2-07-041588-0)

Édition de poche en quatre volumes
- L'Échiquier du mal, tome 1, traduit de l'américain par Jean-Daniel Brèque, Denoël, Coll. Présence du fantastique no 42, 1995 (réédition en 1996 et 1997)  (ISBN 2-207-60050-5)
- L'Échiquier du mal, tome 2, traduit de l'américain par Jean-Daniel Brèque, Denoël, Coll. Présence du fantastique no 43, 1995 (réédition en 1997)  (ISBN 2-207-60051-3)
- L'Échiquier du mal, tome 3, traduit de l'américain par Jean-Daniel Brèque, Denoël, Coll. Présence du fantastique no 44, 1995 (réédition en 1997)  (ISBN 2-207-60052-1)
- L'Échiquier du mal, tome 4, traduit de l'américain par Jean-Daniel Brèque, Denoël, Coll. Présence du fantastique no 45, 1995  (ISBN 2-207-60053-X)
- L'Échiquier du mal, coffret comportant les quatre volumes, traduit de l'américain par Jean-Daniel Brèque, Denoël, Coll. Présence du fantastique, 1995  (ISBN 2-207-60056-4)